# Centrolene hesperium
Centrolene hesperium е вид жаба от семейство Centrolenidae. Видът е уязвим и сериозно застрашен от изчезване.

## Разпространение
Разпространен е в Перу.

## Описание
Популацията на вида е намаляваща.